# Карапиші II
Карапиші II — пасажирський залізничний зупинний пункт Козятинської дирекції Південно-Західної залізниці  на двоколійній електрифікованій змінним струмом лінії Фастів I — Миронівка між станціями Ольшаниця та Карапиші. Розташований у селі Карапиші Обухівського району Київської області. 

## Історія
Відкрито приблизно в 1990 - 2000, на електрифікованій 1963 році лінії Фастів - Миронівка.

## Пасажирське сполучення
На зупинному пункті зупиняються приміські електропоїзди напрямку Миронівка — Фастів I — Київ.
До сусіднього міста Богуслав курсують автобуси. Їх розклад узгодженний з розкладом приміських електропоїздів.